# Koroinen
Koroinen (suédois : Korois) est un quartier de Turku en Finlande.
La péninsule de Koroinen est classée parmi les sites culturels construits d'intérêt national.

## Description
Il est situé au nord du centre-ville à deux kilomètres de celui-ci.

## Histoire
Jusqu'en 1300, Koroinen est la résidence de l'Archevêché de Finlande jusqu'à son transfert quelques kilomètres plus bas au bord de la Rivière Aura à l'emplacement actuel de la Cathédrale de Turku.
La date exacte du déménagement n'est pas connue avec précision mais on pense qu'il eut lieu en 1290, juste après la deuxième croisade suédoise,.
De l'église de Koroinen, détruite par les Frères des victuailles, il ne reste que quelques fondations et une croix en mémoire de l'église de Koroinen.

## Galerie

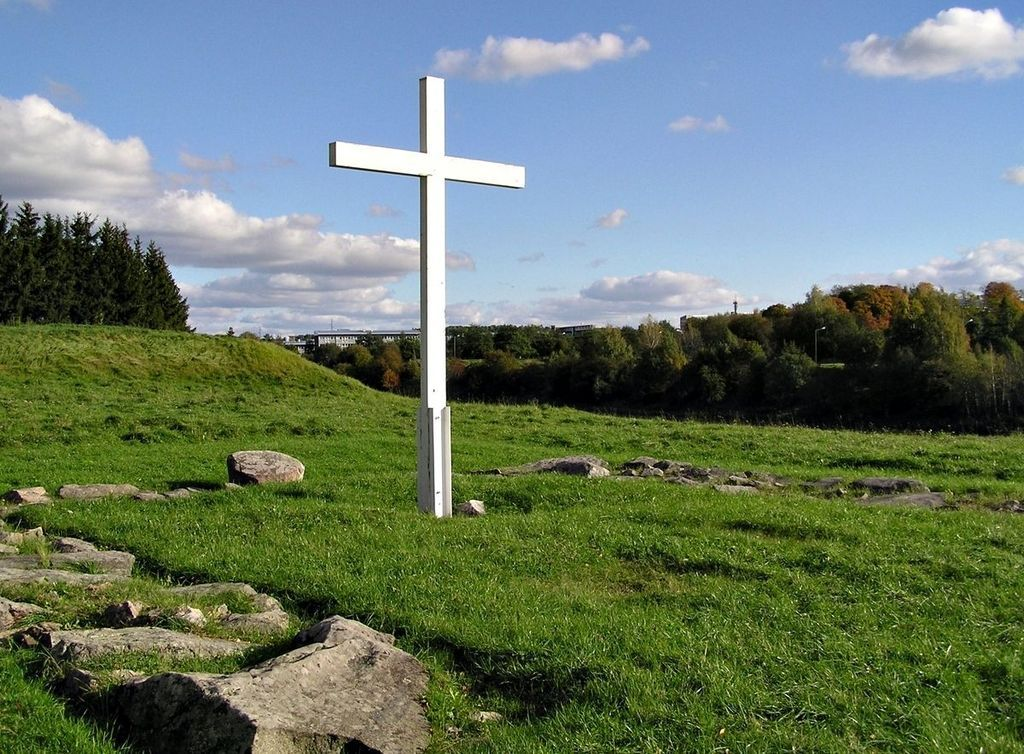
La croix blanche à l'emplacement de l'ancienne église de Koroinen.
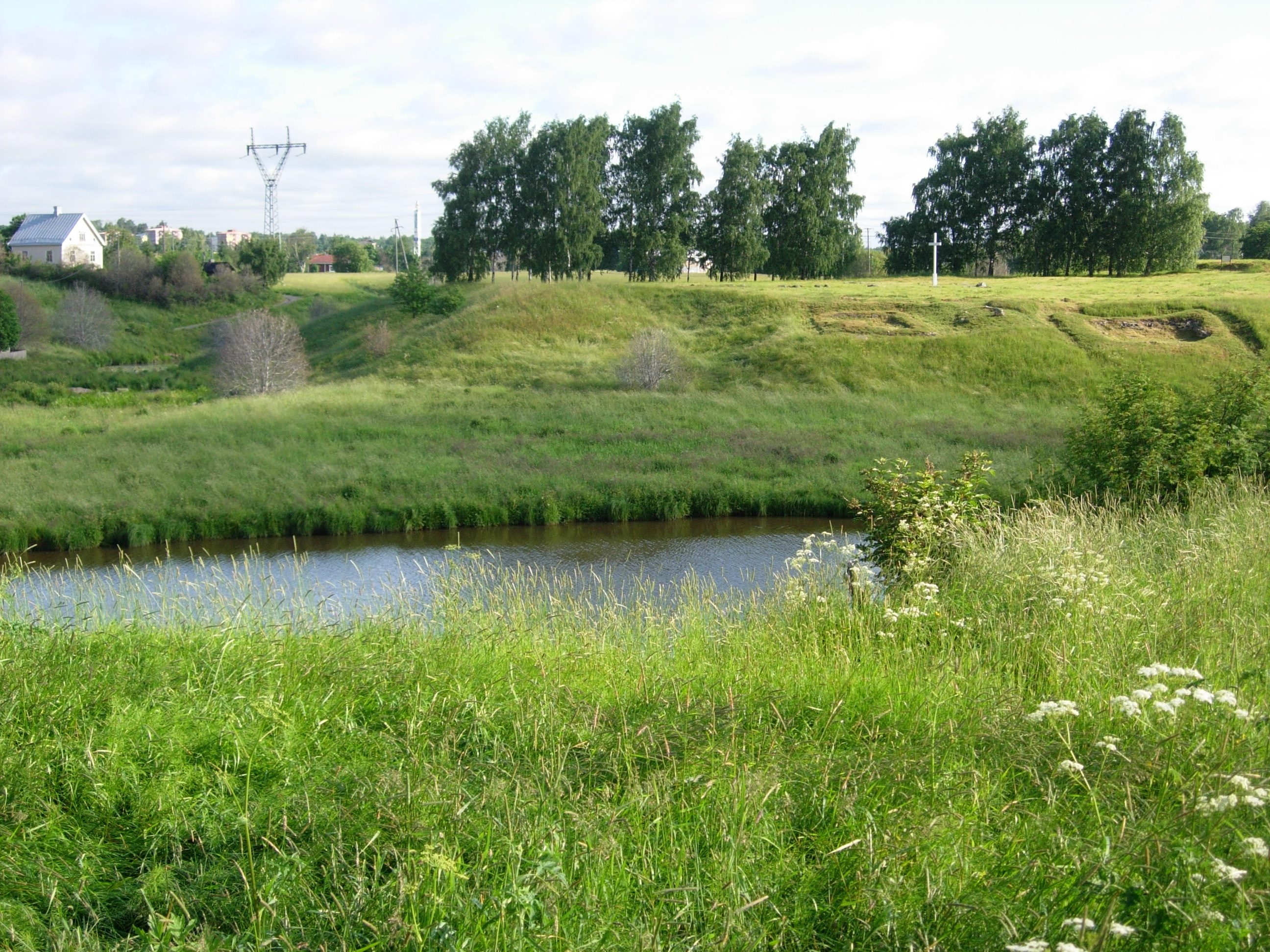
Koroinen de nos jours.
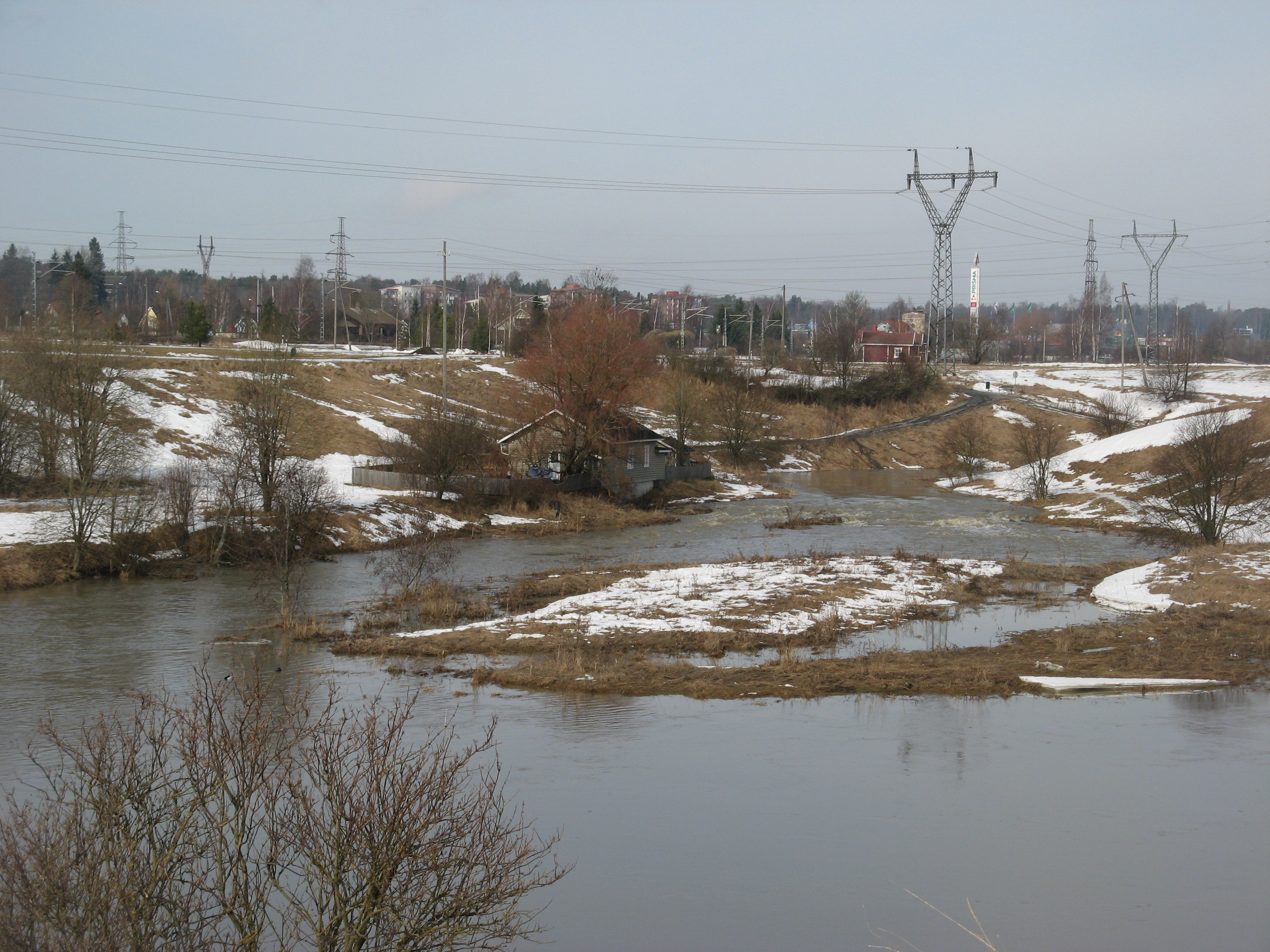
La rivière Vähäjoki à Koroinen.